# Bådan (vid Stora Alören, Nykarleby)
Bådan är en halvö i Finland.   Den ligger i landskapet Österbotten, i den centrala delen av landet, 400 km norr om huvudstaden Helsingfors.